# Гори, моя зоре
«Гори, моя зоре!» (рос. «Гори, моя звезда!») — український радянський кольоровий художній фільм, знятий в 1957 році режисером Анатолієм Слісаренко на кіностудії ім. О. Довженка.

## Сюжет
Кіноповість про життя і роботу шахтарів Донбасу. Талановитий майстер Андрій Панченко призначений керівником великої шахти. Він сповнений надій і щасливий, адже поряд з ним — його кохана, чарівна і надійна Тамара. Але не все складається у нього на роботі, а випадкова зустріч з подругою дитинства, жвавою й задерикуватою Нелькою, зовсім закрутила йому голову. Гаряче серце молодого хлопця розривається між любов'ю і обов'язком, і незабаром Андрій виявляється на серйозному життєвому роздоріжжі.

## У фільмі знімалися
- Петро Омельченко — Андрій Панченко
- Тетяна Конюхова — Неля Булатова
- Ігор Жилін — Костя Зінченко
- Микола Боголюбов — Денис Давидович, батько Тамари і Іринки
- Іван Переверзєв — Семен Васильович, секретар міськкому
- Юрій Лавров — Плавильщиков
- Олена Лицканович — Тамара
- Надія Румянцева — Іринка
- Маргарита Криницина — Маша, секретар комсомольської організації
- Олександр Шворін — Максим
- Юрій Бєлов — Аркадій
- Геннадій Юхтін — Довгий
- Олександр Толстих — Петро
- Лев Перфілов — Сашка
- Степан Шкурат — старий шахтар
- С. Івінський — старий шахтар
- А. Кернер — старий шахтар
- Микола Засєєв-Руденко (в титрах — М. Руденко) — шахтар 7-ї дільниці
- Борис Болдиревський — Борис, шахтар 7-го ділянки
- Іван Бондар — шахтар 7-го ділянки
- Степан Жайворонок — шахтар 7-го ділянки
- Євген Кудряшев — шахтар 7-го ділянки
- Іван Матвєєв — шахтар 7-го ділянки
- Леонтій Полохо (в титрах — А. Полохо) — шахтар 7-ї дільниці
- Євген Моргунов — Крутиков, шахтар
- Дмитро Капка — комендант
- Андрій Андрієнко-Земськов (в титрах — А. Андрієнко) — нарядник
- Варвара Чайка (в титрах — Г. Чайка) — дружина шахтаря на недільнику
- Іван Маркевич — заступник Плавильщикова
- Євген Онопрієнко — епізод
- Андрій Сова — шахтар у пивного ларька
- Сергій Філімонов — епізод
- Т. Подольська — епізод
- І. Бржезінські — епізод
- А. Сошинський — епізод

## Знімальна група
- Сценарист: Євген Онопрієнко
- Режисер-постановник: Анатолій Слісаренко
- Оператор-постановник: Олександр Пищиков
- Художник-постановник: Віктор Мигулько, Олег Степаненко
- Режисер: І. Вєтров
- Оператор: В. Захарчук
- Композитор: Ігор Шамо
- Тексти пісень: Бориса Палійчука, Володимира Карпека
- Звукооператор: М. Медведєв
- Редактор: Рената Король
- Художник по костюмах: Олександра Петрова
- Художник-гример: Олена Парфенюк
- Монтаж: Н. Горбенко
- Комбіновані зйомки:
  - оператор Олександр Пастухов
  - художник Володимир Дубровський